# Ulica Siedmiogrodzka w Warszawie
Ulica Siedmiogrodzka – ulica na warszawskiej Woli.

## Przebieg
Ulica rozpoczyna swój bieg od skrzyżowania z ulicą Karolkową i biegnie na zachód, krzyżując się jedynie od południa z ulicą Rogalińską, wpada w ulicę Skierniewicką i kończy swój bieg. Całą północną pierzeję ulicy zajmuje Zajezdnia Tramwajowa Wola.

## Historia
Nazwa ulicy nawiązuje do Siedmiogrodu, krainy historycznej położonej na Wyżynie Siedmiogrodzkiej w centralnej Rumunii. 
Ulica Siedmiogrodzka powstała w latach 30. XX z wydłużenia ulicy Grzybowskiej w kierunku zachodnim, wtedy to doprowadzono ją do Skierniewickiej, odcinek między Karolkową a Skierniewicką nazwano ulicą Siedmiogrodzką. 27 lutego 1958 Siedmiogrodzką poprowadzono pierwszą regularną komunikacje miejską, kursował tu wóz autobusowy o oznaczeniu linii „105”.

## Ważniejsze obiekty
- Tablica pamiątkowa Tchorka (nr 5)
- Siedziba Tramwajów Warszawskich (nr 20)
- Zajezdnia tramwajowa Wola (Młynarska 2)
- III Liceum Ogólnokształcące im. gen. Józefa Sowińskiego w Warszawie